# 石川桃子
石川 桃子（いしかわ ももこ、7月16日 - ）は、日本の元女性声優。アイムエンタープライズ最終所属。兵庫県出身。

## 来歴
2007年に『スカイガールズ』の御子神晴子で声優デビュー。
2021年、所属事務所から9月20日をもって声優業を引退することが発表された。

## 人物
『とらドラジオ!』に出演した際、腹黒い発言が多かったため、メインパーソナリティの間島淳司、喜多村英梨から「香椎（役柄）とは裏腹に石川さんは腹黒いね」と言われてしまう。石川はラジオに出演したのはこれが初めてだったと語っている。
佐倉綾音から「桃子お姉さま」と呼ばれ慕われている。
特技は関西弁。

## 出演
太字はメインキャラクター。

### テレビアニメ
2007年
- こどものじかん（飯塚慎二、辺見あづさ、1年生、男子生徒、女子生徒、ファミレス店員）
- スカイガールズ（御子神晴子）

2008年
- ケロロ軍曹（女子）
- ゼロの使い魔 シリーズ（2008年 - 2012年、女子生徒B / ビーコ） - 2シリーズ
- とらドラ!（香椎奈々子、通行人A）
- のらみみ2（カエの友達）

2009年
- 明日のよいち!（女子生徒D）
- クイーンズブレイド 流浪の戦士（巫女D）
- 大正野球娘。（女子生徒）
- とある科学の超電磁砲（2009年 - 2013年、少女、マコちん） - 2シリーズ
- 乃木坂春香の秘密 ぴゅあれっつぁ♪（六条沙羅）

2010年
- 裏切りは僕の名前を知っている（チビソドム / 少年ソドム）
- セキレイ〜Pure Engagement〜（セキレイB、アナウンサー）
- れでぃ×ばと!（女生徒B）

2011年
- そふてにっ（女の子B）
- 花咲くいろは（貴美、生徒E）
- ベン・トー（ナースC）
- 魔乳秘剣帖（手下B、葉月）

2012年
- エリアの騎士（マイマミキーパー、ロシア代表6番）
- 輪廻のラグランジェ（大綱りんご）

### 劇場アニメ
- 超劇場版ケロロ軍曹 誕生!究極ケロロ 奇跡の時空島であります!!（2010年、子供）

### OVA
- 苺ましまろ encore（2009年、女子B）
- こどものじかん（2009年、女子高生、辺見あづさ、男子生徒、麻生隆太）
- 乃木坂春香の秘密 ふぃな〜れ♪（2012年、六畳沙羅）

### ゲーム
- ARIA The NATURAL 〜遠い記憶のミラージュ〜（2006年、女性乗務員）
- Memories Off 〜それから again〜（2006年、鷹司あいか）
- 龍刻 RYU-KOKU（2006年）
- Myself ; Yourself（2007年）
- 剣と魔法と学園モノ。（2008年、ドワーフ・女）
- アンティフォナの聖歌姫 〜天使の楽譜 Op.A〜（2009年、ルーテ）
- Lの季節2 invisible memories（2009年、沢村美都）
- とらドラ・ポータブル!（2009年、香椎奈々子）
- とある科学の超電磁砲（2011年、リエ）

### ドラマCD
- TVアニメーション 裏切りは僕の名前を知っている オリジナルドラマCD 1（ソドム）
- 豪放ライラック 日常編（上野ユリ）
- Death＆Angel Miduki's Last Judgment ステージ1
- とらドラ! Drama CD Vol.1・2（香椎奈々子）

### 吹き替え

#### 映画
- アンナと王様
- ダークロード 闇夜の逃亡者

#### ドラマ
- ER緊急救命室
  - シーズン12 #17（メリア〈ジェイミー・リー・レドモン〉）
  - シーズン13 #11（メリア・サイモン〈チェイス・ウィルモット〉）
  - シーズン15 #5（ジェニー・モード〈セシリア・バラゴット〉）
- 気分はぐるぐる #7
- 天才学級アント・ファーム
- 名探偵モンク7 #1
- ヤング・スーパーマン

### その他コンテンツ
- NIGHT OF THE WEREHOG（幽霊の女の子）